# Wolfner Tivadar
Báró újpesti Wolfner Tivadar (Újpest, 1864. június 18. – Baden bei Wien, 1929. május 16.) gyáros, az újpesti Wolfner Gyula és Társa bőrgyár társtulajdonosa, országgyűlési képviselő, huszárkapitány, Wolfner Gyula (1868–1944) gyáros testvére.

## Élete
Wolfner Lajos (1827–1912) gyáros és Beimel Karolina (1834–1891) gyermekeként született. Középiskolai tanulmányait Budapesten végezte. A budapesti technológia elvégzése után apja és nagybátyja cégénél, a Wolfner Gyula és Társa újpesti bőrgyárban sajátította el a tímárság és bőrgyártás mesterségét, és külföldi tanulmányutakon egészítette ki szakismereteit. Az újpesti bőrgyárat korszerű színvonalra emelte. A Gyáriparosok Országos Szövetségének alapító és igazgatósági, a Budapesti Kereskedelmi és Iparkamara vezető tagja, a Technológiai Múzeum fejlesztője. 1922-ben megalapította a Bakonyvidéki Kőszénbánya részvénytársaságot (a későbbi Kisgyóni-Bakonyvidéki Egyesült Kőszénbánya Rt.). Tagja volt Újpest, majd a főváros képviselőtestületének és az Izraelita Magyar Irodalmi Társulatnak. 1896-ban a gödöllői választókerületben a Szabadelvű Párt tagjaként országgyűlési képviselővé választották. Két ciklusán át a képviselőház tagja volt és Tisza István közvetlen környezetéhez tartozott. Részt vett a Tisza István Társaskör megalapításában. 1899-ben megválasztották a Magyar Bőriparosok Országos Egyesületének elnökévé. 1914-ben Varázséji Béla prépost, esperes-plébános és kétszáznál több városi képviselő indítványa alapján Újpest díszpolgárává választották. 1918-ban az uralkodó Wolfner Tivadart és utódait a bárói méltósággal tüntette ki. Halála előtt másfél évvel szívszélhűdést kapott, s orvosai tanácsára szanatóriumba vitték. Először Kaltenleutgebenben ápolták, majd 1929 elején átment Badenbe, ahol május 16-án életét vesztette.
A Salgótarjáni utcai zsidó temetőben található családi sírboltban helyezték végső nyugalomra.

## Családja
Házastársa Herzfelder Mária Gitta (1872–1940) volt, Herzfelder Izidor magánzó és Steiner Emma lánya, akit 1893. június 15-én Budapesten vett nőül.
Gyermekei
- Wolfner János (1894–?)
- Wolfner Veronika Harriette (1896–?). Férje báró dirsztai Dirsztay Andor (1887–?)
- Wolfner Lilly Andrea (1897–?). Férje halmi Halmy József (1890–1941) földbirtokos.
- Wolfner András Pál (1898–1945)[12]

## Díjai, elismerései
- Újpest város díszpolgára (1914)
- Ferenc József-rend középkeresztje csillaggal